# Sankt Ursen
Sankt Ursen é uma comuna da Suíça, no Cantão Friburgo, com cerca de 1.212 habitantes. Estende-se por uma área de 15,73 km², de densidade populacional de 77 hab/km². Confina com as seguintes comunas: Alterswil, Brünisried, Friburgo (Freiburg im Üechtland/Fribourg), Pierrafortscha, Rechthalten, Tafers, Tentlingen.
A língua oficial nesta comuna é o Alemão.